# Andrzej Kowerski
Andrzej Kowerski /andʐɛj kɔvɛrski/ (né le 18 mai 1912 et mort le 8 décembre 1988) fut, pendant la Seconde Guerre mondiale, officier dans l’armée polonaise, puis agent du service secret britannique SOE.

## Biographiques
Andrzej Kowerski est né le 18 mai 1912. Avant la guerre, il perd une partie d’une jambe dans un accident de chasse. Le 1er septembre 1939, lors de l’invasion de la Pologne par l’Allemagne, il combat au sein de la 10e Brigade de Cavalerie motorisée de Pologne sous les ordres du colonel Stanisław Maczek. Le 17 septembre, quand les forces soviétiques envahissent la Pologne à l’est, forçant le gouvernement polonais à évacuer vers le sud en Roumanie, Kowerski et sa Brigade noire (appelée ainsi en raison de leur blouson de cuir noir) évacuent en Hongrie. Là, il entreprend une activité clandestine consistant à exfiltrer hors de Hongrie des Polonais et d’autres soldats alliés prisonniers. Plus tard[Quand ?], Kowerski travaille comme agent britannique pour le Special Operations Executive. On lui donne pour identité d’emprunt Andrew Kennedy. Il devient le premier handicapé à effectuer l’entraînement spécial au parachutage du SOE. Son amie Krystyna Skarbek, alias « Christine Granville », est la première femme à suivre ce même entraînement. Il meurt le 8 décembre 1988 à l'âge de 76 ans.
Il est inhumé comme il l'avait demandé au Cimetière catholique de Sainte Marie de Londres, où Krystyna repose depuis 1952.

## Reconnaissance
Pour son action au moment où l'Allemagne envahissait la Pologne, il s’est vu décerner la plus haute décoration militaire de son pays, la Virtuti Militari.